# Museum Het Broekerhuis

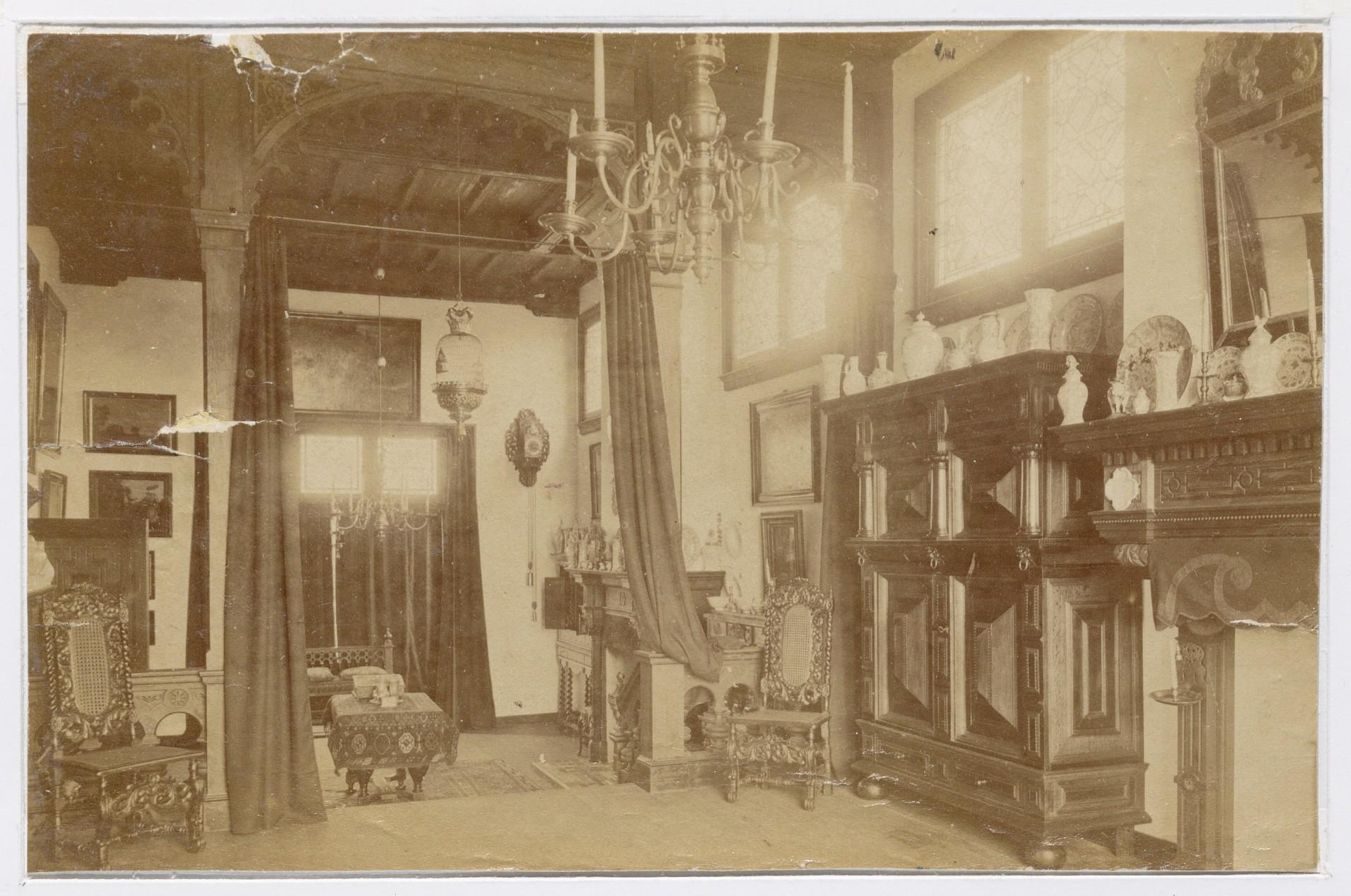
Interieur

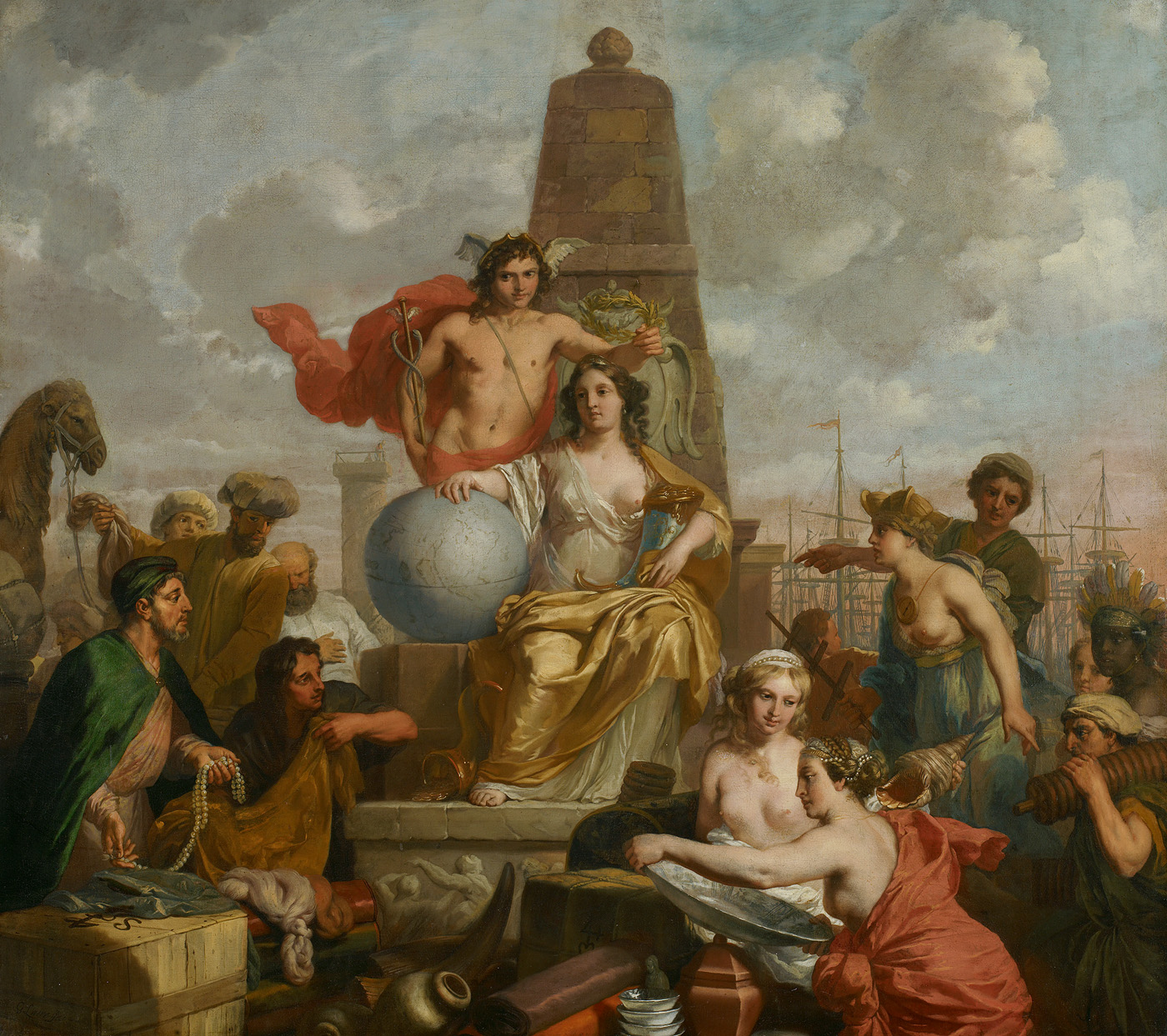
De Stedenmaagd van Amsterdam, de hulde ontvangend van verschillende volken, Gerard de Lairesse, schoorsteenstuk

Museum Het Broekerhuis was van 1882 tot 1887 een museum aan de Amstelveenseweg 122 in Amsterdam dat de inventaris van het Broekerhuis in Broek in Waterland toonde, verzameld door Aaltje Fregeres (1810-1900). haar verzameling trok veel toeristen maar vanwege haar leeftijd verkocht ze in 1880 haar collectie aan de N.V. Tentoonstellingmaatschappij het Broekerhuis, een initiatief van Karel Hermanus Schadd en Artis-directeur Gerardus Frederik Westerman. Door architect Isaac Gosschalk lieten ze een museumgebouw in historiserende stijl neerzetten dat in juni 1881 gereedkwam. Erbij werd een tuin met een doolhof aangelegd door Leonard Springer naar model van het Hampton Court in Londen. Het museum bevond zich aan het eind van het in 1877 uitgebreide Vondelpark en een net aangelegde tramlijn.
De collectie bestond onder andere uit de inventaris van een ouderwets Broeker huishouden. Getoond werd een kraamkamer, pronkkamer, voorvertrek en keuken. Rondleiders in 17e-eeuwse klederdracht leidden de bezoekers rond. In 1883 kocht Hekking het schilderij De Amsterdamse stedemaagd ontvangt de hulde der volkeren van Oost en West van Gerard de Lairesse ter aanvulling van de collectie.
Door afgenomen belangstelling werd het museum op 1 april 1887 opgeheven. Bij de opheffing van het museum is de collectie opgekocht door Sophia Adriana de Bruijn die de inventaris nagelaten heeft aan het Stedelijk Museum. Het museumgebouw is later in gebruik geweest als atelier van Hirsch & Cie en is kort na de Tweede Wereldoorlog afgebroken. De collectie maakt vanaf 1963 deel uit van het Amsterdam Museum.